# Идеальная семья (телесериал)
«Идеа́льная семья́» — российский комедийный телесериал производства компании 1-2-3 Production, премьера которого состоялась 30 ноября 2020 года на телеканале ТНТ.
Ограничение по возрасту — 18+. Отредактированная версия для телевидения — 16+.

## Сюжет
Алексей Соколов — инженер по технике безопасности. На работе он обнаружил серьёзную ошибку руководства, которую оно хотело бы скрыть. Чтобы обезопасить свою семью, а также попытаться поправить неважное материальное положение, Соколов подаёт заявку на участие в реалити-шоу «Идеальная семья», на площадке которого можно укрыться от неприятностей под круглосуточным наблюдением видеокамер. Дети — переживающая переходный возраст Юля и сорванец Ваня — в курсе дела, а вот для Кати, мамы семейства, участие в шоу должно стать сюрпризом. Но проблема в том, что Соколовым далеко до идеала. У Алексея долги по ипотеке, Катя всю жизнь посвятила семье и поняла, что не жила для себя, у Юли проблемы с поиском себя, а у Вани — с дисциплиной. Несмотря на это, они видят в участии в шоу шанс сплотиться и доказать всей стране, что картинка идеальной семьи у каждого своя.

## В ролях
| Актёр              | Роль                                                                 |
| ------------------ | -------------------------------------------------------------------- |
| Павел Деревянко    | Алексей Соколов инженер, муж Кати, отец Юли и Вани                   |
| Ольга Медынич      | Екатерина Соколова учительница географии, жена Лёши, мать Юли и Вани |
| Софья Лукьянова    | Юля Соколова дочь Алексея и Екатерины                                |
| Иван Бычков        | Ваня Соколов сын Алексея и Екатерины                                 |
| Вячеслав Манучаров | Константин продюсер и ведущий реалити-шоу «Идеальная семья»          |
| Борис Дергачёв     | Яша Глаз сотрудник технического отдела шоу                           |
| Евгений Егоров     | Максим подросток, участник шоу, влюблён в Юлю                        |
| Илья Рогов         | Дима Переделкин подросток, участник шоу, влюблён в Юлю               |
| Борис Эстрин       | Виктор Михайлович начальник Алексея                                  |
| Антон Ескин        | Бандит крепкий                                                       |
| Сергей Фролов      | Бандит юркий                                                         |
| Андрей Арчаков     | сын в семье фанатов собак                                            |

## Список серий
| Сезон | Сезон | Серии | Период трансляции           |
| ----- | ----- | ----- | --------------------------- |
|       | 1     | 16    | 30 ноября — 23 декабря 2020 |

| № серии | Название серии      | Описание серии | Премьера        |
| ------- | ------------------- | --- | --------------- |
| 1       | Пилот               | Алексей Соколов попадает в неприятности, которые грозят обернуться большими проблемами для всей семьи. Поэтому он с женой и детьми решает «спрятаться» у всех на виду в грандиозном реалити-шоу «Идеальная семья». | 30 ноября 2020  |
| 2       | Знакомство с шоу    | Чтобы немного расслабиться и снять стресс, Катя решает выпить. Лёша и дети, также желая «расслабить» маму, незаметно дают ей антидепрессанты. Сочетание алкоголя и лекарств приводит к весьма неожиданным последствиям. | 30 ноября 2020  |
| 3       | Переделкины         | Ведущий отправляет семью Соколовых в гости к Переделкиным — абсолютно образцовой семье на проекте. Переделкины подготовились к визиту и стараются продемонстрировать зрителям свои плюсы и одновременно с этим минусы семьи Соколовых. | 1 декабря 2020  |
| 4       | Гандболище          | Катя хочет развеять свой образ строгой мамы и отправляется с Ваней на тренировку по гандболу. Лёша остается дома и должен заставить Юлю убраться в своей комнате. Оба родителя терпят крах и решают больше не экспериментировать с семейными ролями. | 2 декабря 2020  |
| 5       | Кресака             | Катя обеспокоена тем, что у них с Лёшей ещё не было секса на проекте, но страшнее то, что Лёшу это не беспокоит. Супруги решают откровенно поговорить. | 3 декабря 2020  |
| 6       | Светоч              | В шоу приглашён гуру семейных отношений Амин Шаторамов. Лёша проникается учением Амина и начинает поиски своего истинного Я, которые приводят его к мысли, что его настоящее счастье — это семья. | 7 декабря 2020  |
| 7       | Эпидемия            | Одну из семей отправляют в больницу с симптомами вируса. Лёша тоже заразился, но решает скрыть это. Однако о болезни узнаёт Константин. Это может стать поводом выгнать Соколовых с проекта. | 8 декабря 2020  |
| 8       | Плохой отец         | Кто-то из участников шоу написал на доме Соколовых гадость, Лёша пытается найти виновного. Константин разрешает Лёше допросить всех участников шоу, надеясь, что он найдёт и покалечит «вандала», и Соколовы снова окажутся на грани выбывания. | 9 декабря 2020  |
| 9       | Танцы               | В шоу проходит конкурс танцев. Константин специально сводит Соколовых с семьёй танцоров Дружининых, так как знает, что они свингеры. Дружинины с подачи Константина начинают думать, что Соколовы тоже из их «тесного кружка». | 10 декабря 2020 |
| 10      | 1 сентября          | Наступает первое сентября, и руководство шоу приглашает в посёлок лучших учителей страны. Под видом учителя Константин внедряет в шоу карманника Колю Пакета. Задача Коли — выкрасть из дома Соколовых документы и хомяка. | 14 декабря 2020 |
| 11      | Драка               | Ваня подрался с ровесником Жекой, и ему сильно досталось. Катя и Лёша решают поговорить с родителями Жеки, и выясняется, что Ваня, оказывается, напал первым, ударил Жеку палкой и выбил ему зуб. Константин собирает общественный суд, на котором хочет уничтожить репутацию и рейтинг Соколовых.                                                                      | 15 декабря 2020 |
| 12      | Годовщина           | У Лёши и Кати годовщина знакомства. Режиссёр Яша предлагает помочь Соколовым удержаться на шоу и поднять их рейтинг, но взамен просит у Лёши одно свидание с Катей, в которую он искренне влюблён. Просто ужин, ничего особенного. Лёша не против, но Катя уверена, что муж в принципе забыл про их годовщину, и к тому же отправляет её на свидание с другим мужчиной. | 16 декабря 2020 |
| 13      | Приглашённая звезда | На шоу приходит новая идеальная семья. Илья Близкий — в прошлом он известный актёр популярного сериала про баскетболистов, и так уж совпало, любимый актёр Лёши. Но впоследствии выясняется, что все это не случайно, и Константин нанял Илью, чтобы тот помог ему избавиться от Соколовых.                                                                             | 17 декабря 2020 |
| 14      | Выборы              | Юля не может определиться, кто ей больше нравится — Макс или Дима, и поэтому пока встречается с двумя парнями одновременно. Катю и Лёшу обманули, сказав, что это плохо отражается на их рейтинге. Тогда Лёша решает поддержать Макса, а Катя — Диму. | 21 декабря 2020 |
| 15      | Суперспособности    | На проекте большой предновогодний праздник на свежем воздухе. Константин следит за Соколовыми, чтобы вскрывать все их слабые стороны, а уже после устраивает череду конкурсов, в которых Алексей и его семья прилюдно позорятся. | 22 декабря 2020 |
| 16      | Финал               | Финал шоу. Соколовы только на 4 месте, и они предпринимают отчаянную попытку выиграть шоу «Идеальная семья», чтобы получить 10 миллионов рублей. | 23 декабря 2020 |